# Sincil Bank
Sincil Bank – stadion piłkarski, położony w Lincoln. Swoje mecze rozgrywa na tym stadionie drużyna Lincoln City. Stadion został zbudowany i oddany do użytku w 1895 roku. W maju 1999 roku przeszedł renowację. Może on pomieścić 10 127 osób. Wymiary tego boiska to 110 x 73 jardów.